# Station Campagne
Station Campagne is een spoorwegstation in de Franse gemeente Campagne-sur-Aude.